# Édouard Chichet
Édouard Chichet, né Édouard Lazare Alexis Chichet à Alénya (Pyrénées-Orientales) le 23 septembre 1882 et mort à Perpignan (Pyrénées-Orientales) le 15 février 1946, est un propriétaire terrien et patron de presse français. Il est notamment l'un des dirigeants de L'Indépendant des Pyrénées-Orientales à partir des années 1930 et jusqu'à sa mort.

## Biographie

### Famille
De par son père Joseph Chichet (1841-1917), Édouard Chichet est le petit-fils d'Alexis Chichet, maire de Tautavel (Pyrénées-Orientales) de 1852 à 1865. De par sa mère Marie Escarguel (1853-1888), il est le petit-fils du député-sénateur et patron de presse Lazare Escarguel et le neveu de son fils Jules Escarguel, ainsi que du journaliste et homme politique Jean Laffon (époux de sa tante Laure Escarguel), tous des anciens directeurs du journal L'Indépendant.